# The Grass Is Blue
Albums de Dolly Parton
Precious Memories
(1999) Little Sparrow
(2001)
The Grass Is Blue est un album de Dolly Parton, sorti en 1999. C'est le premier album de bluegrass de la chanteuse.

## Liste des pistes
| No  | Titre                             | Durée |
| --- | --------------------------------- | ----- |
| 1.  | Travelin' Prayer                  |       |
| 2.  | Cash on the Barrelhead            |       |
| 3.  | A Few Old Memories                |       |
| 4.  | I'm Gonna Sleep With One Eye Open |       |
| 5.  | Steady as the Rain                |       |
| 6.  | I Still Miss Someone              |       |
| 7.  | Endless Stream of Tears           |       |
| 8.  | Silver Dagger                     |       |
| 9.  | Train, Train                      |       |
| 10. | I Wonder Where You Are Tonight    |       |
| 11. | Will He Be Waiting for Me         |       |
| 12. | The Grass Is Blue                 |       |
| 13. | I Am Ready                        |       |

## Musiciens
- Barry Bales – basse, chœurs
- Steve Buckingham – producteur, guitare rythmique
- Sam Bush – mandoline, chœurs
- Tim Campbell – photos (studio)
- Jennie Carey – assistant de production
- Dennis Carney – photographe (couverture)
- Jerry Douglas – dobro, chœurs
- Rob Draper – photos (studio)
- Stuart Duncan – violon, chœurs
- Sandy Jenkins – assistant preneur de son
- Alison Krauss – chœurs
- Keith Little – chœurs
- Patty Loveless – chœurs
- Claire Lynch – chœurs
- Sue Meyer – graphiste
- Jim Mills – banjo
- Marshall Morgan – preneur de son additionnel
- Louis Nunley – chœurs
- Alan O'Bryant – chœurs
- Gary Paczosa – preneur de son, mixage
- Dolly Parton – chant, chœurs
- Cheryl Riddle – coiffeuse
- Doug Sax – mastering
- Toby Seay – preneur de son additionnel, éditeur digital
- Bryan Sutton – guitare
- Chuck Turner – éditeur digital
- Dan Tyminski – chœurs
- Darrin Vincent – chœurs
- Rhonda Vincent – chœurs